# Anja Frisch
Anja Frisch (* 2. Mai 1976 in Siegen) ist eine deutsche Schriftstellerin.

## Leben
Anja Frisch wuchs in Siegen und ab 1980 in Wiesbaden auf. Nach dem Abitur begann sie 1995 ein Studium der Germanistik an der Universität Frankfurt am Main. 1997 wechselte sie zum Deutschen Literaturinstitut in Leipzig, den dortigen Studiengang in kreativem Schreiben schloss sie 2003 mit dem Diplom ab. 
Anschließend ging sie nach Berlin, wo sie verschiedene Tätigkeiten ausübte. 2006 veröffentlichte sie ihren ersten Band mit Erzählungen.
Anja Frisch lebt und arbeitet in Berlin.

## Rezeption
In mehreren Feuilletons von Printmedien wird Anja Frischs Erzählband Schneehase inhaltlich gelobt; sie erzähle „erfrischend nüchtern und mit liebevoller Ironie vom Leben großer und kleiner Leute, von Familie und Freunden, von großen Krisen und den kleinen Glück. Da geht der Daumen hoch.“ (Nordsee-Zeitung) und ihre „Geschichten entführen Sie mitten in eine Kriegszone: die Familie. Anja Frisch zaubert mit schlichten Sätzen ganz große Gefühle herbei.“ (Cosmopolitan). 
Der Stil ihrer Erzählungen in Schneehase wird von der tageszeitung (taz) lobend charakterisiert: „Anja Frisch schreibt knapp und klar. Kühl, fast frostig blicken ihre Helden auf die Welt, um sich vor allem zur eigenen emotionalen Schräglage nicht bekennen zu müssen.“ Das 2006 mit ihr geführte Rundfunk-Interview betitelt der Deutschlandfunk in ähnlicher Bewertung mit „Eine Kühle mehr als Schutz“ und urteilt: „Das Talent Anja Frischs blitzt vor allem in ihrer Motivarbeit auf“; kritisiert aber, dass ihre Geschichten „hin und wieder den Eindruck [hinterlassen], […], als scheue sich die Autorin noch davor, sich auf ihre Themen wirklich einzulassen“.
Das AVIVA – Onlinemagazin für Frauen sieht Anja Frischs Erzählband Schneehase als „interessante Kurzgeschichten gepaart mit ansprechender Erzählweise“ an und lobt: „Die Autorin schafft es, sich in ihre verschiedenen Charaktere perfekt hineinzuversetzen und deren Gefühle klar, aber ohne viel Drumherum darzustellen“; kritisiert jedoch, dass die Autorin „die sozialen Themen, die sie in einigen ihrer Erzählungen einfließen lässt, oft nur oberflächlich“ beschreibt und dass „einige Charaktere […] stereotyp und maskenhaft“ wirken. Das Magazin AVIVA kommt letztlich zu einem positiven Gesamturteil: „Trotzdem ist ‚Schneehase‘ ein auf jeden Fall zu lesendes Buch, das gerade durch den besonders raffinierten Schreibstil von Anja Frisch profitiert.“

## Stipendien und Auszeichnungen
- 2000: Aufenthaltsstipendium der Stiftung Künstlerdorf Schöppingen
- 2001: Arbeitsstipendium des Hessischen Ministeriums für Wissenschaft und Kunst
- 2002: Stipendiatin bei den Klagenfurter Tagen der deutschsprachigen Literatur (Literaturkurs in Klagenfurt)
- 2005: Teilnahme: Finalrunde des 13. open mike berlin[6]
- 2007: Aufenthaltsstipendium im Künstlerhaus Kloster Cismar
- 2007: Aufenthaltsstipendium im Künstlerhaus Schloss Wiepersdorf
- 2007/08: Arbeitsstipendium der Stiftung Preußische Seehandlung
- 2008: Alfred-Döblin-Aufenthaltsstipendium in Wewelsfleth

## Werke

### Bücher
- Russischbrot. Grafische Werkstätten der Hochschule für Grafik und Buchkunst, Leipzig 2001, ohne ISBN. (Texte von Studenten des Deutschen Literaturinstituts Leipzig, illustriert von Studenten der Hochschule für Grafik und Buchkunst Leipzig; Redaktion: Anja Frisch, Andrea Meng)
- Schneehase. In: Heike Hauf (Hrsg.): 13. open mike. Buch & Media (Allitera Verlag), München 2005, ISBN 978-3-86520-163-8. (Anthologie; 18 ausgewählte Wettbewerbsbeiträge von insgesamt 650 in die Wertung gekommenen Einsendungen)
- Schneehase. Sammlung Luchterhand, München 2006, ISBN 978-3-630-62085-5. (Erzählungen)

### E-Books
- Schneehase. 1. Aufl., PeP Verlag, München 2009, ISBN 978-3-641-01392-9. (E-Book, Format: PDF-Datei; 741 kB; für Adobe Reader)

### Sonstige Veröffentlichungen
- Die Eulen. In: Die Gazette, Nr. 18, Oktober 1999, Online-Kulturmagazin, www.gazette.de. (Kurzprosa; auch als Digitalisat online frei verfügbar)
- Rosa, sagen die Leute. In: EDIT, Nr. 31 (2003), Leipzig, ISSN 0943-8645. (Literaturzeitschrift)
- Tier nebenan. In: Freitag, Nr. 25 (2006), Berlin, ISSN 0945-2095 (Überregionale Wochenzeitung)

### Sprecherin
- Paul Fattaruso: Isabellas Liebe zum Flügelhorn. Sammlung Luchterhand, München, ISBN 978-3-630-62098-5; auch als Hörbuch (3½ Stunden) zum kostenpflichtigen Herunterladen bei Musicload. (Anja Frisch spricht die Romanrollen/-abschnitte des Glücksspielers Zebedee und der Biologin Penelope)[7]